# 修善寺川
修善寺川（しゅぜんじがわ）は、静岡県伊豆市の修善寺温泉地区を流れる一級河川で、狩野川水系の西岸の支流のひとつ。地元では桂川とも呼ばれ、同名の旅館も存在する。流路延長7.3km。
上流では北又川と湯船川が合流し修善寺川となる、両河川は達磨山東麓の川である。
本流の狩野川と合流する付近にある湯川橋は、川端康成の代表的文芸作品である『伊豆の踊子』にも登場した。